# 竹本勝紀
竹本 勝紀（たけもと かつのり、1962年〈昭和37年〉5月- ）は日本の実業家、税理士。銚子電気鉄道株式会社代表取締役社長、竹本税務会計事務所代表。

## 経歴

### 前史
1962年（昭和37年）千葉県木更津市出身。パルテノン神殿のように見える白亜の荘厳な校舎と立地に惹かれて慶應義塾高等学校へ入学する。同学年には衆議院議員の河野太郎やデジタルハーツホールディングス社長の玉塚元一、東京タワーを運営するTOKYOTOWER社長の前田伸などがいた。3年次には理系クラスを選択したが、内部進学の際には慶應義塾大学経済学部へ進学した。
高校から大学にかけて哲学や社会思想、国際情勢などの諸問題に興味を抱き、アフガニスタンから日本に単独入国したゲリラの取材に行ったり、ポーランドの民主化をすすめる自主管理労働組合「連帯」の学生メンバーによる講演会の司会を務めることもあった。しかし、課外活動に精を出しほとんど講義には出なかった結果、ドイツ語の講義で出欠日数不足になり、一年留年して同学部を卒業する。
その後、1990年（平成2年）1月に竹本一忠税理士事務所へ入所した後、税理士登録を行う。2002年（平成14年）4月には、伊藤公認会計士事務所（伊藤弘税理士事務所）へ副所長として入所した。

### 銚子電鉄顧問税理士として
銚電へ入職するきっかけは、顧客絡みのトラブルで竹本が民事訴訟の被告となった際、原告側の代理人が竹本の姿に感銘を受けたことにより、訴訟が2005年（平成17年）に和解に至った後、銚電の顧問弁護士でもあった代理人が顧問税理士に就任を打診したことによる。
当時より会社は経営難に陥っていたが、竹本が顧問税理士に就任した当初は破産した親会社の元社長が銚電名義で業務上横領を起こしたことにより約1億円の借金を抱えており、この事件により自治体の補助金も新規融資も受けられない状況にあった。また、破産しようにも破産手続に必要な予納金も払えない状況にあった。竹本は借方と貸方の項目が逆に書き込まれた会計帳簿を見て驚き、まず会計ソフトを入れて、会計を迅速正確に把握するところから始める。次いで資本金を1億円以下にして税制上の優遇措置を活用して、複数の政府系金融機関と交渉し計7千万円を調達することに成功する。しかし、腐った枕木の交換など設備メンテナンスで調達資金は半年で底をつき、社員の給与を支払うために労働組合から借金をする状況にあった。
竹本も経営難が続く会社を手助けすべく、自身でレンタルサーバーを契約し、当時から主力商品であったぬれ煎餅のネット販売を始め、竹本のネット販売により月30万円ほどの売上に貢献したが、依然会社の経営は厳しかった。

### ぬれ煎餅のヒット
2006年（平成18年）11月頃には、国からは3ヶ月以内に老朽化した線路や踏切の改修を命じられ、その上1ヶ月後には電車の法定検査に迫られていた。線路と踏切の改修に約5千万円、法定検査には1千万円が必要であったが、1カ月の運賃収入が900万円である銚電には厳しい条件であった。これらの費用であと数日で資金ショートを起こしてしまう状況まで陥り、社員も資金を得るためにぬれ煎餅の行商に出ていた。その行商に出ていた一人で、当時経理課長補佐だった山崎勝哉が行商中に思ったことを「緊急報告　電車運行維持のためにぬれ煎餅を買ってください！！　電車修理代を稼がなくちゃ、いけないんです」と会社のウェブサイトに投稿したところ、インターネット上で大きな反響を呼び、ぬれ煎餅のネット注文が殺到した。
1日数件の注文だったオンラインショップに1万件もの注文が殺到し、これまで年間2億円だったぬれ煎餅の売り上げは、4億2000万円に跳ね上がった。鉄道事業もこのブームの恩恵を受け、バスツアーが組まれて観光客が来たことで鉄道事業の売り上げも前年比の1.5倍に増加した。これにより親会社の元社長が業務上横領で作った借金も完済し、預金残高1億円にまで復調した。
これまでの経緯により借金減額に貢献した竹本は、2008年（平成20年）の取締役会改選で社外取締役に選任された。また、2009年（平成21年）4月には伊藤会計事務所の基盤を引き継ぎ、竹本税務会計事務所として独立開業する。

### 銚子電鉄代表取締役社長へ就任
2011年（平成23年）に発生した東日本大震災に伴う風評被害によって観光客が激減し、再び経営状況が悪化した。その上、当時の社長であった小川文雄が高齢により体調を崩しており、リーダーシップを十分に発揮できず預金残高は50万円、借金は2億円ある破産寸前の状態であった。翌2012年（平成24年）の取締役会で、会社の指揮を当面執るピンチヒッターが必要であるとの判断が下されたが、その際にオブザーバーとして取締役会に来ていた顧問弁護士から「竹本さんに、数か月の間だけでも一時的に代表に就任してもらってはどうだろうか」という一言がきっかけで長期的な改善計画を策定できる竹本に白羽の矢が立ち、他の役員たちも賛同したことで代表取締役社長に就任することとなった。
当時、地元出身の資産家が立ち上げた財団による1億5000万円での買収計画があったことから、竹本は買収計画完了までのワンポイントリリーフとして社長就任であった。しかし、財団の買収計画が現・銚電を借金ごと倒産させ、買収資金の1億5000万円は後継会社の設立に用いるという計画であることが判明し銚電およびそのメインバンクは難色を示した。結局この買収計画は頓挫したことから、竹本は買収計画に頼らない正攻法での経営再建を行うことになった。
竹本は千葉県中小企業再生支援協議会のサポートを受けて再生計画を立案し、同時期に立ち上げられた地元有識者から成る「銚子電気鉄道運行維持対策協議会」では再生計画の進捗状況を逐一報告するとともに、銚子市における銚電の必要性を訴えた。再生計画完成には1年が掛かったが、この計画をもとに運行維持対策協議会でも銚電の必要性が認められたことから、10年ぶりに市と県の補助金が復活した。社長就任後には慢性的な人手不足により運転士の負担が大きいこともわかり、負担軽減のため自ら運転免許取得をめざした。筆記試験は1週間ほどの勉強で難なく合格できたが技能試験は不合格が続き、筆記試験合格から1年3カ月後、3度目の挑戦で技能試験に合格した。合格後は週に1日から2日ほど予備運転士として運転シフトに組み込まれている。
社長就任後の竹本は、マスメディアやインターネットユーザーに対する話題性を意識し、厳しい経営状況をアピールした自虐的な商品（まずい棒など）をオンラインショップなどで販売し、ファンや面白がった人々に購入を哀訴することで鉄道存続を図っている。また、オカルト・ダジャレ・パクリ企画の展開、車両内の風船デコレーション、テレビ企画による本銚子駅舎建て替え、観音駅での鯛焼き販売の移転、ネーミングライツ（髪毛黒生駅など）、愛称「崖っぷちライン」の導入、タレントやゲームとのコラボなどを進めてきた。2020年には2000万円を投じた映画『電車を止めるな!』を公開した。一方で、こうした自虐・メディア向け路線に対して、「なんだか違和感」「迷走している」「本来の味わいがなくなってしまった」という否定的な意見も少なくない。また、「ローカル線らしい趣のある地名が安直なギャグフレーズに消されてしまうのは惜しい。本末転倒」とする意見もある。

## テレビ番組
- 日経スペシャル カンブリア宮殿 絶対に諦めない鉄道会社 なんでもありのサバイバル経営術（2020年6月11日、テレビ東京）- 銚子電気鉄道社長 竹本勝紀出演[20]。

## 著作

### 共著
- 『崖っぷち銚子電鉄 なんでもありの生存戦略』（著者:竹本勝紀 寺井広樹）（2019年5月1日、イカロス出版）ISBN 978-4802206907
銚子電鉄社長と「まずい棒」考案者の共著書。銚子電鉄の現状と取り組み、「まずい棒」の誕生秘話や映画制作の舞台裏を明かす。

## 映画

### 出演
- 伝説の怪奇漫画家・日野日出志（2019年7月3日公開、日野プロダクション）監督:寺井広樹[21][22]

### 共同脚本
- 電車を止めるな！ 呪いの6.4km（2020年12月18日公開、銚子電気鉄道）監督:赤井宏次 - 企画・プロデューサー・脚本を担当。社長自らプロデューサーを務め、業績低迷が続く千葉のローカル線“銚子電鉄”を盛り上げるべく製作された異色のゴースト・コメディ。[23]